# FH-2000
FH-2000 ili Field Howitzer 2000 (hrv. Poljska haubica 2000) je singapurska vučna haubica kalibra 155 mm koju je razvila i proizvodi vojna industrija CIS (Chartered Industries of Singapore), odnosno današnji ST Kinetics. Riječ je o modernoj haubici zadovoljavajuće brzine paljbe i relativno velike mase te je prvo oružje koje zadovoljava balističkom sporazumu JBMOU 155/52 mm.

## Povijest

### Razvoj i karakteristike
FH-2000 je nastao na temelju FH-88 koja je bila prva singapurska samostalno razvijena vučna haubica tijekom prve polovice 1980-ih. Od nje su preuzeti ciljnički sustav, pogonski agregat i cijela obitelj 155 mm topničkih granata.
Singapurska tvrtka CIS (Chartered Industries of Singapore) ili preciznije njezin odjel ODE (Ordnance Development & Engineering) je još 1993. godine imao dovršeno i testirano oružje kalibra 155 mm oznake FH-2000. Već sredinom 1995. godine singapursko topništvo je raspolagalo s tri bitnice u kojoj je svaka pojedinačno imala šest haubica. Kako je Singapur već prethodno razvio i uveo u uporabu haubicu FH-88 istog kalibra, nije trebalo mnogo vremena za uvođenje novog oružja. Tako je Singapur zabilježen kao prva zemlja u svijetu koja je i službeno uvela u uporabu vučno oružje JBMOU 155/52 mm.
Osim nove cijevi koja je ugrađena u FH-2000, to oružje ima i novu plinsku kočnicu koja je zamijenila staru plinsku kočnicu neobičnog oblika kakvu je imala haubica FH-88. Poluautomatski zatvarač za svoje otvaranje koristi silu trzanja, a kako bi ostalo više prostora za manipulaciju streljivom u automatskom punjaču, otvaranje pečurke zatvarača je u okomitoj ravnini oružja sa smjerom otvaranja prema gore. Opcija otvaranja zatvarača je i preko servo pogona u slučaju kada dođe do otkaza paljbenog sustava ili opoziva spremnosti za paljbu. Konstrukcija zatvarača je 50% lakša od starijeg zatvarača na oružju FH-88, premda je zadržana gotovo jednaka brzina paljbe. Sustav izravnjača je opremljen senzorom temperature koji signalizira vojnicima odgovarajući izbor režima paljbe. Uređaj za punjenje oružja koristi se hidrauličkim komponentama dok je njegov rad elektronički nadziran.
Senzori ugrađeni u sustav punjenja oružja onemogućuju kretanje mehanizma za punjenje ako u ležištu punjača nema projektila, a jednako tako ne dopuštaju rad mehanizma ako je projektil već ubačen u cijev haubice. U borbenom položaju elevacija cijevi može se postaviti u području -3 do +70 stupnjeva, dok je po smjeru moguće zakretanje 30 stupnjeva lijevo i desno od osnovnog smjera. Pokretanje cijevi po elevaciji i gornjeg postolja po smjeru, te sam postupak opaljenja potpuno su mehanički. Dakle, nema nikakvih servo uređaja, pa je na taj način postignuta veća pouzdanost sustava u slučaju oštećenja hidraulične ili električne instalacije. U slučaju oštećenja glavnog hidrauličkog agregata hidraulični podsustavi mogu se pokretati ručnom hidrauličkom pumpom. Ručna hidraulička pumpa se rabi i u slučaju kada nije poželjno otkrivanje aktivnosti na paljbenom položaju do kojih bi moglo doći zbog buke motora APU. Riječ je o dizelskom agregatu snage 75 KS kojim se haubica može samostalno kretati brzinom od 10 km/h. Time se znatno olakšava upravljanje oružjem i smanjuje vrijeme potrebno za zauzimanje paljbenog položaja.
FH-2000 može ispaljivati standardne M107 granate na udaljenost od 19.000 metara. S projektilima s povećanim dometom on se povećava na čak 40.000 metara. Haubica je projektirana da je vuče kamion pogona 6x6. Masa FH-2000 je 13.200 kg u putnoj konfiguraciji. Zahvaljujući vanjskom izvoru snage, posada od šest ljudi može tu haubicu postaviti u paljbeni položaj za manje od dvije minute.

### Incident
9. ožujka 1997. došlo je do eksplozije topničke granate u cijevi FH-2000 prilikom vježbe topničkog gađanja kojeg je izvodila 23. bojna singapurskog topništva u novozelandskom vojnom kampu Waiouru. Taj incident je rezultirao smrću dvoje vojnika (Ronnie Tan Han Chong i Low Yin Tit) te ozljeđivanjem drugih dvanaest (uključujući i novozelandskog časnika koji je ondje bio u ulozi promatrača).
Istražni odbor je utvrdio da je najvjerojatniji uzrok ove nesreće neispravan upaljač u granati koji je rezultirao prijevremenom detonacijom. Nakon te istrage, proizvođač CIS je pomoću X-zraka proveo provjeru svih 155 mm granata iz iste serije odakle je bila nesretna granata koja je uzrokovala tragediju. Provjerom je utvrđeno da je 1,3% topničkih granata neispravno.
Kasnije su singapurski časnici Toh Boh Kwee, Mohinder Singh i Teo Boon Hong te novozelandski poručnik Leroy Forrester primili odlikovanje Pingat Jasa Perwira (Tentera) zbog riskiranja vlastitih života kako bi pomogli ozlijeđenim vojnicima odmah nakon eksplozije.

## Inačice
- FH-2000: vučna haubica.
- SLWH Pegasus: naprednija vučna haubica.
- SSPH Primus: samohodni topnički sustav.

## Korisnici
- Singapur: singapurska vojska je primarni korisnik koji raspolaže s pedeset haubica.[2]
- Indonezija: indonežanska vojska raspolaže s pet haubica.[2]

## Vanjske poveznice
- FH 2000 52 Calibre 155mm Field Howitzer